# Distretto di Gersau
Il distretto di Gersau è un distretto del Canton Svitto, in Svizzera. Confina con il distretto di Svitto a nord ed a est, con il Canton Nidvaldo a sud e con il Canton Lucerna (distretto di Lucerna Campagna) a ovest. Il capoluogo è Gersau.
Il territorio coincide con quello del comune di Gersau.